# Джакомо Бонавентура
Джакомо Бонавентура (італ. Giacomo Bonaventura; нар. 22 серпня 1989, Сан-Северино-Марке, Мачерата) — італійський футболіст, центральний півзахисник збірної Італії та «Фіорентини».

## Клубна кар'єра
В чемпіонаті Італії з футболу Бонавентура дебютував за «Аталанту» 4 травня 2008 року у грі з «Ліворно», вийшовши на заміну на 77-ій хвилині замість Фернандо Тіссоне. В новому сезоні 2008/2009 Джакомо зіграв один матч в січні 2009-ого і був відданий в оренду в «Пергокрему» яка виступала в Серії C. Повернувшись в «Аталанту», Бонавентура провів один матч в сезоні 2009/2010, після чого був знову відданий в оренду в «Падову». За підсумками сезону «Аталанта» вилетіла в Серію B і Джакомо, повернувшись, провів сезон у другому за силою дивізіоні. Потім за три сезони, з 2011 по 2014 роки, Бонавентура в складі «Аталанти» в Серії А провів 95 матчів та забив 14 голів. 
Сезон 2014/2015 він розпочав в «Аталанті», зігравши один матч, а 1 вересня перейшов до «Мілана» за 7 мільйонів євро, підписавши контракт до 2019 року. Згодом контракт подовжувався, і гравець за «россонері» загалом провів шість сезонів, протягом яких виходив на поле у 184 офіційних іграх і відзначився 35 голами.
10 вересня 2020 року на правах вільного агента підписав дворічну угоду з «Фіорентиною».

## За збірну
За Італію (U-19) Бонавентура виступав на  Юнацькому чемпіонаті Європи з футболу (U-19). У 2009 він зіграв 5 матчів на тогорічному молодіжному чемпіонаті світу.
31 березня 2013 року він дебютував за збірну Італії в товариському матчі з командою Сан-Марино, вийшовши в стартовому складі.
У квітні 2014 року Бонавентура був запрошений в збірну для проходження тестів перед визначення складу команди на чемпіонат світу з футболу 2014, але в кінцеву заявку він так і не потрапив.
| Дата       | Місто        | Господарі          | Результат | Гості             | Турнір                               | Голи | Примітки |
| ---------- | ------------ | ------------------ | --------- | ----------------- | ------------------------------------ | ---- | -------- |
| 31-5-2013  | Болонья      | Італія             | 4 – 0     | Сан-Марино        | товариський матч                     | -    | 50'      |
| 18-11-2014 | Генуя        | Італія             | 1 – 0     | Албанія           | товариський матч                     | -    | 70'      |
| 29-5-2016  | Та-Калі      | Італія             | 1 – 0     | Шотландія         | товариський матч                     | -    | 80'      |
| 1-9-2016   | Барі         | Італія             | 1 – 3     | Франція           | товариський матч                     | -    | 66'      |
| 5-9-2016   | Хайфа        | Ізраїль            | 1 – 3     | Італія            | Відбір до ЧС 2018                    | -    | 63'      |
| 6-10-2016  | Турин        | Італія             | 1 – 1     | Іспанія           | Відбір до ЧС 2018                    | -    | 30'      |
| 9-10-2016  | Скоп'є       | Північна Македонія | 2 – 3     | Італія            | Відбір до ЧС 2018                    | -    | 64'      |
| 12-11-2016 | Вадуц        | Ліхтенштейн        | 0 – 4     | Італія            | Відбір до ЧС 2018                    | -    | 67'      |
| 28-5-2018  | Санкт-Галлен | Італія             | 2 – 1     | Саудівська Аравія | товариський матч                     | -    | 67'      |
| 1-6-2018   | Ніцца        | Франція            | 3 – 1     | Італія            | товариський матч                     | -    | 78'      |
| 4-6-2018   | Турин        | Італія             | 1 – 1     | Нідерланди        | товариський матч                     | -    | 87'      |
| 7-9-2018   | Болонья      | Італія             | 1 – 1     | Польща            | Ліга націй УЄФА 2018-2019 - 1-й етап | -    | 46'      |
| 10-9-2018  | Лісабон      | Португалія         | 1 – 0     | Італія            | Ліга націй УЄФА 2018-2019 - 1-й етап | -    |          |
| 10-10-2018 | Генуя        | Італія             | 1 – 1     | Україна           | товариський матч                     | -    | 70'      |
| 7-10-2020  | Флоренція    | Італія             | 6 – 0     | Молдова           | товариський матч                     | -    | 68'      |
| Усього     |              | Матчів             | 15        |                   | Голів                                | 0    |          |

## Досягнення
- Чемпіон Серії B:

«Аталанта»: 2010-11
- Володар Суперкубка Італії з футболу:

«Мілан»: 2016